# The Omni Group
The Omni Group es una compañía que desarrolla aplicaciones informáticas para el sistema operativo Mac OS X.

## Historia
The Omni Group fue informalmente fundado como una empresa de consultoría de NEXTSTEP en 1989 por Wil Shipley, quien inmediatamente se asoció con Ken Case y Tim Wood. Entre los tres formaron Omni Development, Inc. en 1993, porque el nombre Omni Group estaba tomado por otra firma en Seattle.
Inicialmente desarrollaban aplicaciones para bases de datos para el sistema operativo NEXTSTEP para clientes como William Morris Agency y McCaw Cellular Communications (hoy Cingular Wireless). Durante este periodo también desarrollaron versiones nativas de videojuegos de otros sistemas operativos para NEXTSTEP, y más tarde para Mac OS X (luego de que Apple Inc. comprara a NeXT en 1997).
Alrededor de 2000 la compañía decidió empezar a enfocarse en el desarrollo de sus propias aplicaciones orientadas a usuarios finales, y para 2004 la mayor parte de sus ganancias provenían de ese sector.
En 2003 Ken Case comenzó a ocupar el puesto de líder de Omni, y en marzo de 2004 Wil Shipley abandono la compañía junto a otro empleado, el diseñador de interfaces Mike Matas, para formar Delicious Monster.

## Productos
Los partidarios de la empresa opinan que las aplicaciones de productividad, especialmente OmniGraffle y OmniOutliner, son excelentes ejemplos de diseño de interfaces de usuario. The Omni Group ha ganado varios premios, como el Eddy al navegador web más innovador de la Macworld por OmniWeb y un Eddy por OmniGraffle. En la Macintosh Worldwide Developers Conference en 2001, OmniWeb 4.0 ganó dos Apple Design Awards (premios al diseño): "Mejor experiencia de usuario para Mac OS X" y "Mejor nuevo producto para Mac OS X". En 2002 OmniGraffle 2.0 gaño dos premios Apple Design Awards más.
The Omni Group también distribuye varios frameworks para el desarrollo de aplicaciones informáticas basadas en Cocoa bajo una licencia Open Source.

### De productividad
- OmniDazzle
- OmniDictionary
- OmniDiskSweeper
- OmniGraffle
- OmniObjectMeter
- OmniOutliner
- OmniPlan
- OmniWeb
- OmniFocus (lanzamiento probable en 2007)

### Frameworks
- OmniAppKit
- OmniBase
- OmniFoundation
- OmniHTML
- OmniNetworking
- Omni Web Framework

### Juegos (versiones para Mac OS X)
- Oni
- Fallout
- Fallout 2
- Giants: Citizen Kabuto
- Soldier of Fortune II: Double Helix